# Episodi di Grace and Frankie (terza stagione)
La terza stagione della serie televisiva Grace and Frankie, composta da 13 episodi, è stata interamente pubblicata dal servizio on demand Netflix il 24 marzo 2017, anche in Italia.
| nº | Titolo originale   | Titolo italiano   | Pubblicazione USA | Pubblicazione Italia |
| -- | ------------------ | ----------------- | ----------------- | -------------------- |
| 1  | The Art Show       | La mostra         | 24 marzo 2017     | 24 marzo 2017        |
| 2  | The Incubator      | L'incubatrice     | 24 marzo 2017     | 24 marzo 2017        |
| 3  | The Focus Group    | Il focus group    | 24 marzo 2017     | 24 marzo 2017        |
| 4  | The Burglary       | La rapina         | 24 marzo 2017     | 24 marzo 2017        |
| 5  | The Gun            | La pistola        | 24 marzo 2017     | 24 marzo 2017        |
| 6  | The Pot            | L'erba            | 24 marzo 2017     | 24 marzo 2017        |
| 7  | The Floor          | Il pavimento      | 24 marzo 2017     | 24 marzo 2017        |
| 8  | The Alert          | L'allarme         | 24 marzo 2017     | 24 marzo 2017        |
| 9  | The Apology        | Le scuse          | 24 marzo 2017     | 24 marzo 2017        |
| 10 | The Labels         | Le etichette      | 24 marzo 2017     | 24 marzo 2017        |
| 11 | The Other Vibrator | L'altro vibratore | 24 marzo 2017     | 24 marzo 2017        |
| 12 | The Musical        | Il musical        | 24 marzo 2017     | 24 marzo 2017        |
| 13 | The Sign           | Il cartello       | 24 marzo 2017     | 24 marzo 2017        |